# ابو الخوص
ابو الخوص (به عربی: أبو الخوص) یک روستا در سوریه است که در ناحیه سراقب واقع شده‌است. ابو الخوص ۸۹۹ نفر جمعیت دارد.